# Biblioteca Carnegie

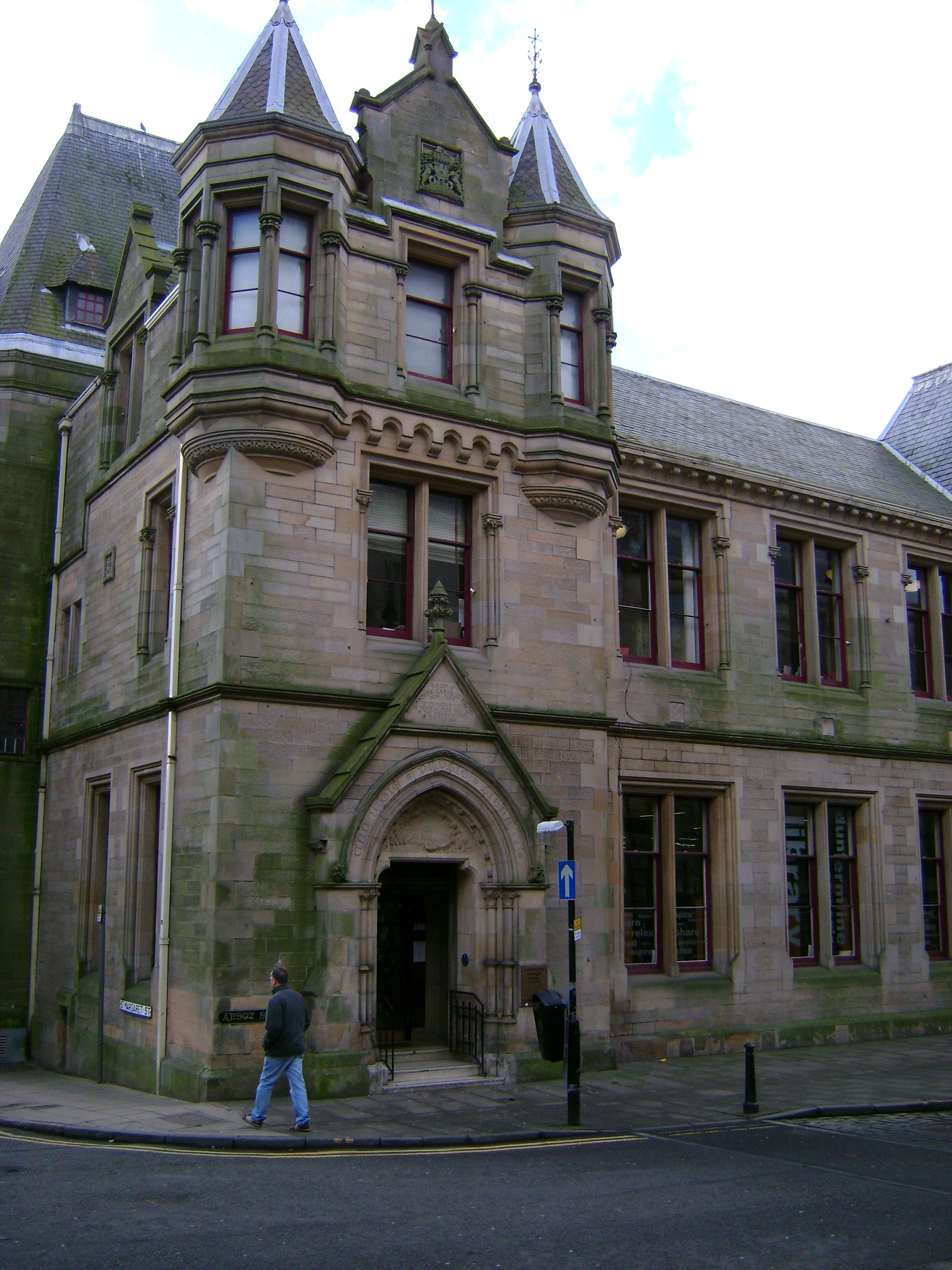
La primera biblioteca Carnegie en Dunfermline, Escocia

Una biblioteca Carnegie es una biblioteca construida con dinero donado por el empresario y filántropo escocés-estadounidense Andrew Carnegie . Se construyeron un total de 2.509 bibliotecas Carnegie entre 1883 y 1929, incluidas algunas pertenecientes a sistemas de bibliotecas públicas y universitarias . Se construyeron 1.689 en los Estados Unidos, 660 en el Reino Unido e Irlanda, 125 en Canadá y otros en Australia, Sudáfrica, Nueva Zelanda, Serbia, Bélgica, Francia, el Caribe, Mauricio, Malasia y Fiji.
Al principio, las bibliotecas de Carnegie estaban casi exclusivamente en lugares con los que tenía una conexión personal, a saber, su lugar de nacimiento en Escocia y el área de Pittsburgh , Pensilvania , su ciudad natal adoptiva. Sin embargo, a partir de mediados de 1899, Carnegie aumentó sustancialmente los fondos para bibliotecas fuera de estas áreas.

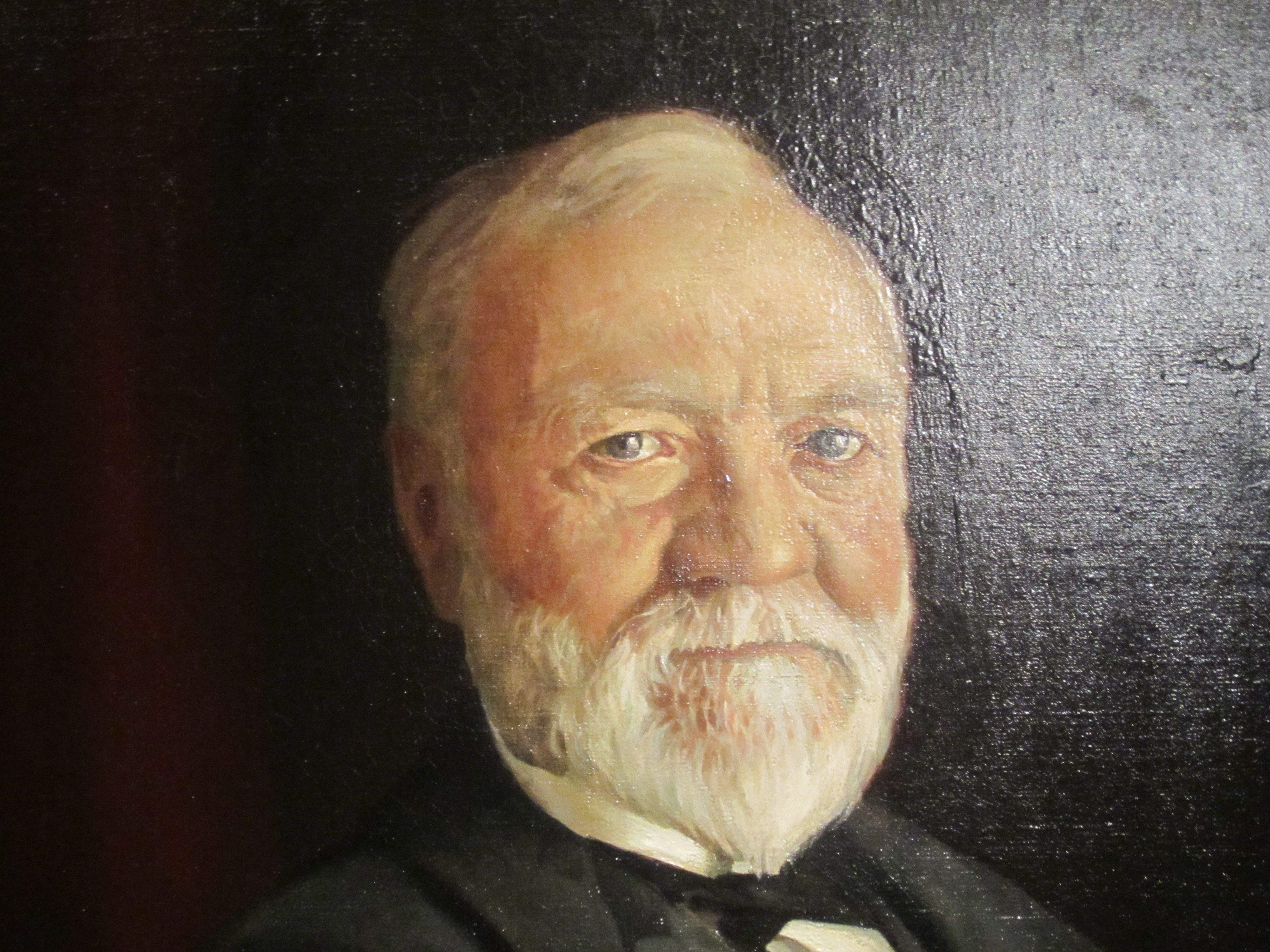
Andrew Carnegie, c. 1905, Retrato de A. Carnegie en National Portrait Gallery de EE. UU.

En años posteriores, pocas ciudades que solicitaron una subvención y aceptaron sus términos, de comprometerse con la operación y el mantenimiento, fueron rechazadas. Cuando se otorgó la última subvención en 1919, había 3.500 bibliotecas en los Estados Unidos, casi la mitad de ellas conocidas como bibliotecas Carnegie, ya que se construyeron con subvenciones de construcción pagadas por Carnegie.  Hoy en día, su institución cultural de Pittsburgh abarca una biblioteca, un salón de música, un museo de historia natural, un museo de arte, un centro de ciencias, el Museo Andy Warhol y la exposición de arte internacional Carnegie.

## Antecedentes
Los libros y las bibliotecas fueron importantes para Carnegie, desde su niñez en Escocia y su adolescencia en Allegheny, Pittsburgh. Allí escuchó lecturas y discusiones de libros de la biblioteca de suscripción , que su padre había ayudado a crear. Más tarde, en Pensilvania, mientras trabajaba para la compañía de telégrafos local en Pittsburgh, Carnegie tomó prestados libros de la biblioteca personal del coronel James Anderson, que abría su colección a sus trabajadores todos los sábados. 
En su autobiografía, Carnegie agradeció a Anderson por brindar una oportunidad para que los "chicos trabajadores" (que algunas personas decían que no deberían tener "derecho a libros") adquirieran los conocimientos necesarios para mejorar. La experiencia personal de Carnegie como inmigrante, quien posteriormente  se hizo rico, reforzó su creencia en una sociedad basada en el mérito, donde cualquiera que trabajara duro podría tener éxito. Esta convicción fue un elemento importante de su filosofía . Sus bibliotecas fueron la expresión más conocida de este objetivo filantrópico.

## Fórmula Carnegie
Casi todas las bibliotecas de Carnegie se construyeron de acuerdo con "la fórmula de Carnegie", que requería compromisos financieros para el mantenimiento y funcionamiento de la ciudad que recibía la donación. Carnegie requirió apoyo público en lugar de otorgar donaciones porque, como escribió:

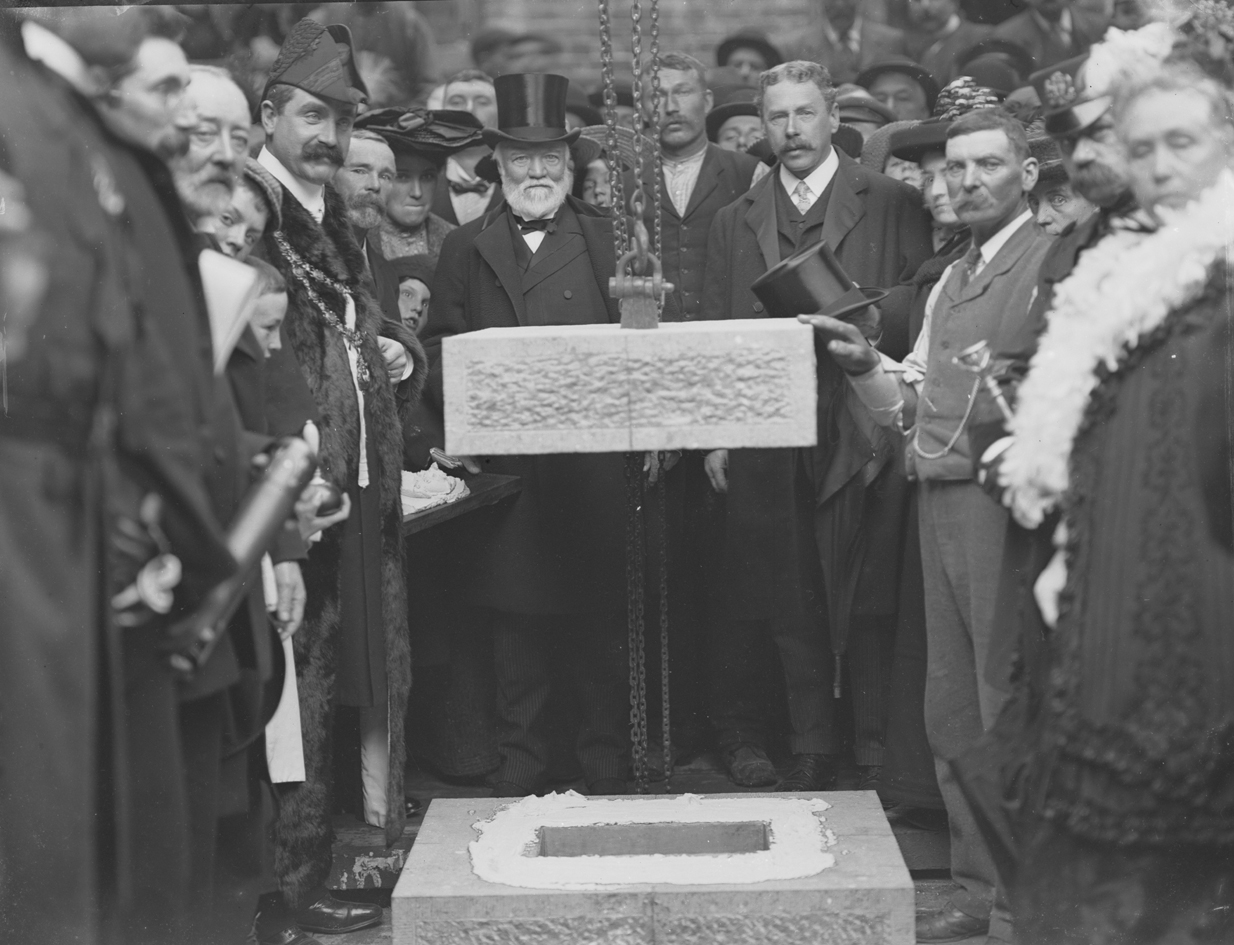
Carnegie colocando la primera piedra de la Biblioteca de la ciudad de Waterford (1903)

"Una institución subvencionada puede convertirse en presa de una camarilla. El público deja de interesarse por ella o, más bien, nunca adquiere interés en ella. Se ha violado la regla que exige que los destinatarios se ayuden a sí mismos. Todo se ha hecho para la comunidad en lugar de ser ayudada sólo para ayudarse a sí misma ".
La fórmula Carnegie requería, por parte de los gobiernos locales, que:
- demostraran la necesidad de una biblioteca pública;
- proporcionaran el sitio de construcción;
- pagar al personal y mantener la biblioteca;
- utilizar fondos públicos para administrar la biblioteca, no usar solo donaciones privadas;
- proporcionar anualmente el diez por ciento del costo de la construcción de la biblioteca para respaldar su funcionamiento; y,
- Brindar servicio gratuito a todos.